# Cieltje Van Achter
Cieltje Van Achter (Asse, 11 januari 1979) is een Belgisch juriste en een Vlaams-nationalistisch politica actief in het Brussels Hoofdstedelijk Gewest. Sinds 30 september 2024 is zij Vlaams minister van Brusselse Aangelegenheden in de Vlaamse regering-Diependaele.

## Levensloop
Van Achter studeerde in 2002 af in de rechten aan de Katholieke Universiteit Leuven en trok een jaar op Erasmus naar de Université René Descartes in Parijs. Nadien behaalde ze nog een master in de ontwikkelingssamenwerking aan de universiteit van Bologna en in 2004 specialiseerde ze zich in Internationale Betrekkingen aan het SAIS van de Johns Hopkins University te Washington D.C..
Na haar studies vestigde Van Achter zich in het Brussels Hoofdstedelijk Gewest en werkte ze van 2004 tot 2007 in de advocatuur. Ook was ze van 2006 tot 2008 lector aan de KU Leuven. Nadien ging ze van 2008 tot 2014 aan de slag als beleidsmedewerker bij de Vlaamse overheid, op het Departement Buitenlandse zaken (BUZA). Hierbij schreef ze mee aan het Europese en Vlaamse beleid voor de controle op wapenhandel. Tot 2014 was ze tevens de woordvoerder voor België binnen de EU-raadswerkgroep voor goederen voor tweeërlei gebruik. 
Ze trad in de politieke voetsporen van haar schoonvader Geert Bourgeois, in 2001 een van de oprichters van N-VA. In mei 2014 stond ze op  de derde plaats van de N-VA-lijst voor het Brussels Hoofdstedelijk Gewest. De N-VA behaalde 17 procent in de Nederlandse taalgroep en Van Achter werd met 503 voorkeurstemmen verkozen. Vanaf dan was ze lid van de driekoppige N-VA-fractie in het Brussels Hoofdstedelijk Parlement. Eind 2017 werd ze ondervoorzitter van haar partij. In 2021 stelde ze zich geen kandidaat voor een tweede termijn als ondervoorzitter.
Bij de lokale verkiezingen van oktober 2018 was Cieltje Van Achter N-VA-lijsttrekker in Schaarbeek, maar ze werd niet verkozen. In oktober 2024 raakte ze evenmin verkozen in de gemeenteraad van Schaarbeek.
Bij de verkiezingen van mei 2019 werd ze als lijsttrekker van de N-VA-lijst herkozen in het Brussels Parlement met 3.256 voorkeurstemmen. De partij behield haar drie zetels en werd de op een na grootste Nederlandstalige partij. Vervolgens werd Van Achter voorzitter van de N-VA-fractie in het Brussels Parlement. In juni 2024 werd Van Achter met 2.579 voorkeurstemmen verkozen voor een derde termijn in het Brusselse parlement, maar haar partij verloor een zetel en viel terug naar de derde plaats. Ze bleef vervolgens nog tot eind september 2024 fractieleider.
Als Brussels Hoofdstedelijk Parlementslid ging Van Achter zich toeleggen op mobiliteit, verkeersveiligheid, openbare netheid, leefmilieu en energie, dierenwelzijn, financiën en begroting, buitenlands beleid, welzijn, gelijke kansen en tweetaligheid in de dienstverlening. Vanaf 2019 zetelde ze in de commissies Financiën en Algemene Zaken, Leefmilieu en Energie en Mobiliteit en tot 2024 was ze tevens lid het adviescomité voor Gelijke Kansen, in 2020 herdoopt tot de commissie voor Gelijke Kansen en Vrouwenrechten. Na de verkiezingen van juni 2024 trad Van Achter eveneens toe tot de commissie Begroting en Rekening van het Parlement.  Van januari tot juni 2023 was ze in het Brussels Hoofdstedelijk Parlement tevens voorzitter van de bijzondere commissie naar illegale lobbypraktijken van Uber en de traditionele taxisector en ongeoorloofde contacten met ministers en kabinetsmedewerkers.
Sinds 30 september 2024 is Cieltje Van Achter Vlaams minister van Brussel en Media in de regering-Diependaele.

## Privé
Ze woont in Schaarbeek en is moeder van drie kinderen.